# محمدحسین سعادت
محمدحسین سعادت بوشهری (۱۲۴۴ش نجف - ۱۳۱۴ش شیراز) پژوهشگر تاریخ، از پیشگامان آموزش و پرورش مدرن در جنوب ایران و نخستین نماینده لار و بندر لنگه در مجلس شورای ملی بود. او بنیانگذار مدرسه سعادت در بوشهر است.

## زیست‌نامه
محمدحسین سعادت فرزند محمدعلی مجتهد بوشهری، در نجف به دنیا آمد، خاندان او اصالتاً اهل منطقه شبانکاره بودند و منطقه اجدادی خود و شیراز تحصیل کرد. او نویسنده کتاب تاریخ بوشهر و اولین مدیر مدرسه ملی سعادت مظفری بود.

## فعالیت‌های علمی و اجتماعی
محمدحسین سعادت در سال ۱۳۱۶ق به تهران رفت و در مدرسه افتتاحیه به تدریس پرداخت.
مدیریت مدرسه شعاعیه در شیراز از دیگر فعالیت‌های او است. سعادت در سال ۱۳۱۲ش نیز، کفیل معارف (سرپرست آموزش و پرورش) فارس شد.

### تأسیس مدرسه سعادت
محمدحسین سعادت در سال ۱۳۱۷ش، به بوشهر رفت و مدرسه سعادت را تأسیس کرد و از همین رو، به سعادت مشهور شد.
مدرسه سعادت نخستین مدرسه به سبک جدید در حوزه خلیج فارس بود. در سال ۱۲۸۱ش (۱۹۰۲م) رابیندرانات تاگور، شاعر و فیلسوف هندی در نخستین سفرش به ایران از مدرسه سعادت بازدید کرد. خبر بازدید تاگور از این مدرسه در روزنامه‌های آن روز تهران بازتاب یافت و روزنامه فارسی‌زبان حبل المتین، چاپ کلکته هندوستان نیز، گزارشی از آن به چاپ رساند.

## نمایندگی مجلس ملی
محمدحسین سعادت در دوره چهارم مجلس شورای ملی، به عنوان نماینده لار انتخاب شد. هنگام طرح اعتبارنامه‌اش در مجلس اعتراض شد که انتخابات در بندر لنگه برگزار نشده، با اینکه این شهر نیز جزء حوزه انتخابیه او است، بنابراین باید در این حوزه تجدید انتخابات شود؛ با این حال، نمایندگان تصمیم گرفتند به اعتبارنامه او رأی بدهند. اعتبارنامه او نزدیک به پنج ماه پس از شروع به کار مجلس چهارم، در ۲۵ آبان ۱۳۰۰ تصویب شد، اما خودش تا مدت‌ها بعد به مجلس نرفت.
لار از دوره نخست تا سوم مجلس ملی، نماینده‌ای نداشت؛ از این رو، سعادت نخستین نماینده مجلسی ملی لار شمرده شده‌است.

## آثار
محمدحسین سعادت دارای تألیفاتی است که چنین‌اند:
- تاریخ بوشهر
- تاریخ خلیج‌فارس
- تاریخ مختصر ایران
- مختصری در منطق